# El Coloso (Editorial Maga)
El Coloso, luego renombrada como El Príncipe de Rodas, fue un cuaderno de aventuras, obra del guionista Juan Antonio de Laiglesia y el dibujante Manuel López Blanco, publicado por la valenciana Editorial Maga en 1960. Constó de 83 números, siendo uno de los últimos grandes éxitos de la editorial.

## Trayectoria editorial
Con El Coloso, la Editorial Maga puso por primera vez en práctica la estrategia comercial de lanzar sus nuevas series a un precio reducido; en este caso, a 50 céntimos. Se inscribía también en un subgénero entonces en boga, el del peplum, adelantándose a El coloso de Rodas (1961).
Su título cambió a El Príncipe de Rodas a partir de su número 36, ya que su nombre original había sido registrado por una empresa vínicola.
Los últimos números fueron dibujados por Esteban Maroto con la colaboración en los fondos de Carlos Giménez. Ambos habían sido ayudantes de Manuel López Blanco, pero ahora poseían un estudio propio.

## Valoración
Para el crítico Pedro Porcel Torrens, "El Coloso" es una serie divertida que alcanza sus mejores momentos cuando recurre a la mitología.